# 2002年9月中国大陆

## 9月1日
- 《中华人民共和国人口与计划生育法》开始实施，此前已由中华人民共和国第九届全国人民代表大会常务委员会第二十五次会议于2001年12月29日通过，同日中华人民共和国主席江泽民发布《中华人民共和国主席令》（第63号）予以公布[1]。

## 9月2日
- 中共中央政治局常委胡锦涛在中央党校秋季开学典礼上发表《以扎实的工作迎接十六大召开》的讲话。指出“三个代表”重要思想丰富和发展了马克思列宁主义、毛泽东思想和邓小平理论，是我们党理论创新的最新成果，是加强和改进党的建设、推进我国社会主义制度自我完善和发展的强大思想武器。

## 9月3日
- 中华人民共和国总理朱镕基出席在南非约翰内斯堡举行的可持续发展世界首脑会议，并发表讲话[2][3]。

## 9月12日
- 9月12日至13日，中共中央、国务院召开全国再就业工作会议[4]。会议在深入分析就业和再就业形势的基础上，阐明了再就业工作在改革发展稳定大局中的重要地位和作用，明确了再就业工作的指导思想、目标任务和政策措施[5]。

## 9月14日
- 南京汤山发生特大投毒案，导致400中毒，其中42人先后死亡。

## 9月28日
- “龙芯”1号CPU在中国科学院研制成功。

## 9月30日
- 9月30日，中华人民共和国国务院在北京人民大会堂举行盛大招待会，热烈庆祝中华人民共和国成立53周年。江泽民、李鹏、朱镕基、李瑞环、胡锦涛、尉健行、李岚清等国家领导人出席[6]。
- 中共中央、国务院发出《关于进一步做好下岗失业人员再就业工作的通知》，确立积极就业政策的基本框架[7]。